# Ashmont–Mattapan High Speed Line
Die Ashmont–Mattapan High Speed Line oder auch M-Line ist eine Straßenbahn im Bundesstaat Massachusetts der Vereinigten Staaten, die von Boston nach Milton fährt. Sie wird als Bestandteil der MBTA Red Line angesehen, obwohl sie im Gegensatz zu dieser U-Bahn Light-Rail-Fahrzeuge einsetzt und Passagiere an der Station Ashmont umsteigen müssen. Zwischen der Straßenbahn und der Red Line existiert lediglich ein Betriebsgleis in Höhe des U-Bahn-Abstellbahnhofs Codman Yard.
Die Strecke wurde am 26. August 1929 eröffnet und ist die einzige der MBTA, die durch einen Friedhof verläuft. Die Bezeichnung „High Speed Line“ (Hochgeschwindigkeitslinie) trifft bereits lange nicht mehr zu, da sie weder über eine vollständig kreuzungsfreie Strecke noch über Fahrzeuge mit nach heutigen Maßstäben hoher Geschwindigkeit verfügt.

## Geschichte

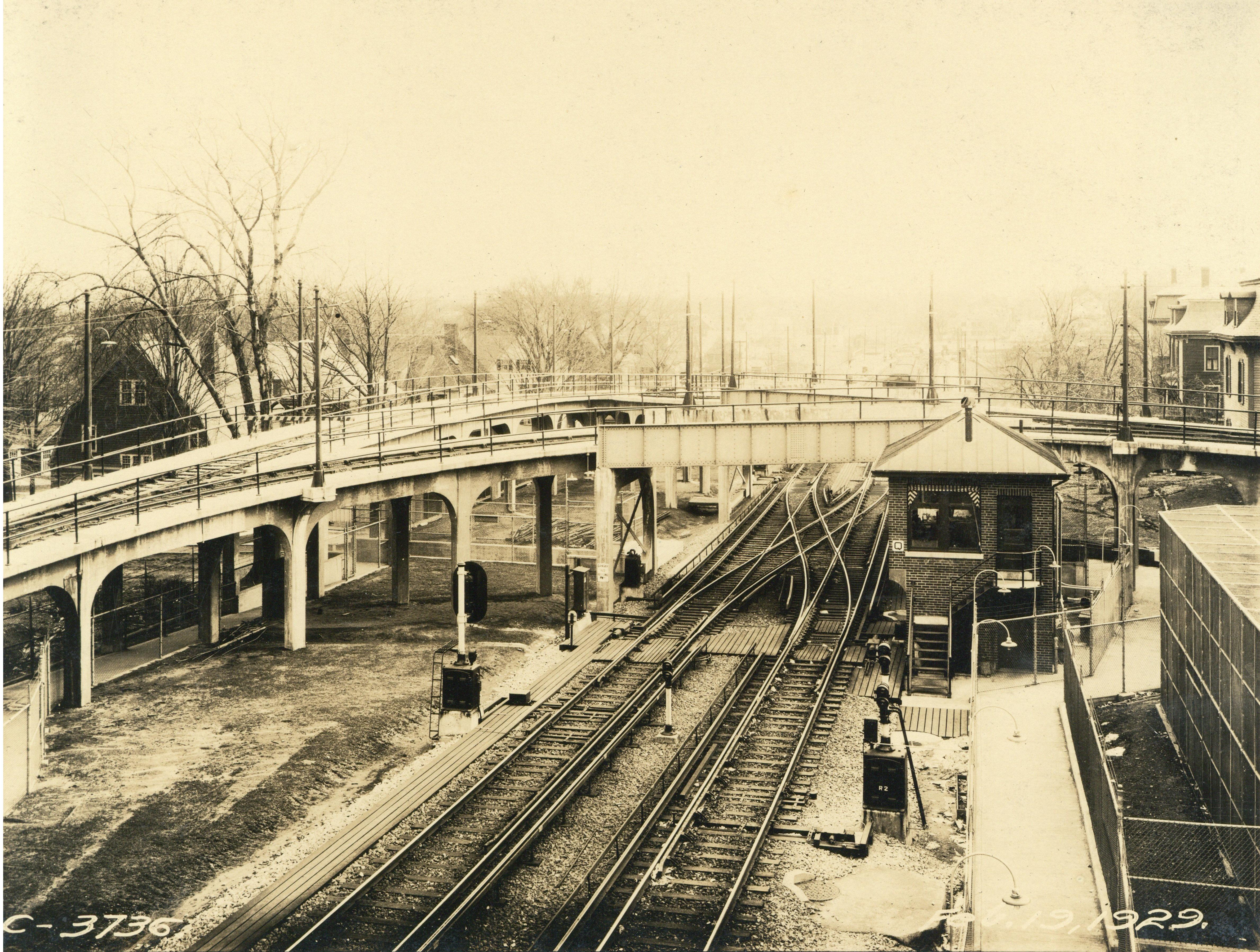
Aufgeständerte Endschleife Ashmont über den U-Bahn-Gleisen, 1929

Die Streckenführung folgt der ursprünglich von der Dorchester and Milton Branch Railroad gebauten Eisenbahntrasse, die im Dezember 1847 eröffnet wurde und 1872 Teil der Old Colony Railroad bzw. 1893 der New York, New Haven and Hartford Railroad war.
Im Jahr 1927 wurde der Betrieb mit Dampflokomotiven eingestellt und die Strecke für zwei Jahre geschlossen, um sie für den Straßenbahnbetrieb umzurüsten. Zu dieser Zeit wurde lange darüber diskutiert, ob es nicht besser sei, die U-Bahn von Ashmont bis nach Mattapan fortzuführen, so dass ein Umsteigen in die Straßenbahn entfallen kann. Die Zusatzkosten für eine Erweiterung der U-Bahn wurden jedoch als zu hoch eingestuft.
Die am längsten andauernde Schließung der Strecke dauerte vom 24. Juni 2006 bis zum 22. Dezember 2007, als die Stationen in Ashmont und Mattapan umgebaut wurden. Die Endschleife Ashmont samt Bahnsteig wurde erneut aufgeständert angelegt. Der Betrieb wurde in dieser Zeit durch Schienenersatzverkehre durchgeführt.
Heute sind alle Stationen außer Valley Road, die aus bautechnischen Gründen nicht aufgewertet werden kann, behindertengerecht ausgebaut und modernisiert. Die Strecke befindet sich im Eigentum der MBTA und weist auf ihrer gesamten Länge von 2,6 mi (4,2 km) lediglich zwei niveaugleiche Bahnübergänge auf, so dass die Züge weitgehend ungehindert fahren können.
| U-, Stadt- und Straßenbahnlinien der MBTA |                      |                      |                      |
| Spurweite: | 1435 mm (Normalspur) |                      |                      |
| |                      |                      |                      |
| \| \| \| Red Line von Alewife \| \| \| \| \| U Ashmont (Red Line) \| \| \| \| \| Ashmont Loop \| \| \| \| \| U Ashmont (M–Line) \| \| \| \| \| \| \| \| \| \| Gallivan Boulevard \| \| \| \| \| Codman Yard \| \| \| \| \| \| \| \| \| \| Cedar Grove \| \| \| \| \| Butler \| \| \| \| \| Neponset River \| \| \| \| \| Milton \| \| \| \| \| Central Avenue \| \| \| \| \| Central Avenue \| \| \| \| \| Valley Road \| \| \| \| \| Capen Street \| \| \| \| \| Capen Street \| \| \| \| \| Capen Street \| \| \| \| \| Neponset River \| \| \| \| \| \| \| \| \| \| Mattapan Yard \| \| \| \| \| U Mattapan \| \| \| \| \| \| \| \| \| \| Mattapan Loop \| \| |                      |                      |                      |
| U-Bahn-Tunnelende |                      | Red Line von Alewife | Red Line von Alewife |
| U-Bahn-Bahnhof |                      | U Ashmont (Red Line) | U Ashmont (Red Line) |
| U-Bahn-Strecke von links · U-Bahn-Kreuzung · U-Bahn-Strecke von rechts |                      | Ashmont Loop         | Ashmont Loop         |
| U-Bahn-Strecke · U-Bahn-Strecke · U-Bahn-Bahnhof |                      | U Ashmont (M–Line)   | U Ashmont (M–Line)   |
| U-Bahn-Strecke nach links · U-Bahn-Kreuzung · U-Bahn-Abzweig geradeaus und von rechts |                      |                      |                      |
| |                      | Gallivan Boulevard   |                      |
| U-Bahn-Betriebs-/Güterbahnhof Streckenanfang und quer · U-Bahn-Abzweig geradeaus und nach rechts · U-Bahn-Strecke |                      | Codman Yard          | Codman Yard          |
| |                      |                      |                      |
| U-Bahn-Haltepunkt / Haltestelle |                      | Cedar Grove          | Cedar Grove          |
| U-Bahn-Haltepunkt / Haltestelle |                      | Butler               | Butler               |
| U-Bahn-Brücke über Wasserlauf |                      | Neponset River       | Neponset River       |
| U-Bahn-Haltepunkt / Haltestelle |                      | Milton               | Milton               |
| U-Bahn-Bahnübergang |                      | Central Avenue       | Central Avenue       |
| U-Bahn-Haltepunkt / Haltestelle |                      | Central Avenue       | Central Avenue       |
| U-Bahn-Haltepunkt / Haltestelle |                      | Valley Road          | Valley Road          |
| U-Bahn-Bahnhof |                      | Capen Street         | Capen Street         |
| U-Bahn-Bahnübergang |                      | Capen Street         | Capen Street         |
| U-Bahn-Bahnhof |                      | Capen Street         | Capen Street         |
| U-Bahn-Brücke über Wasserlauf |                      | Neponset River       | Neponset River       |
| U-Bahn-Abzweig geradeaus und von links · U-Bahn-Strecke von rechts |                      |                      |                      |
| U-Bahn-Strecke · U-Bahn-Dienststation / Betriebs- oder Güterbahnhof |                      | Mattapan Yard        | Mattapan Yard        |
| U-Bahn-Bahnhof · U-Bahn-Strecke |                      | U Mattapan           | U Mattapan           |
| |                      |                      |                      |
| U-Bahn-Strecke nach links · U-Bahn-Strecke nach rechts |                      | Mattapan Loop        | Mattapan Loop        |

## Rollendes Material
Die auf der Strecke zum Einsatz kommenden Schienenfahrzeuge bestehen aus alten, jedoch neu aufgebauten PCC-Wagen, die zuvor auf der Green Line fuhren. Die Einrichtungs-Triebwagen beziehen den Fahrstrom (600 V =) über Stangenstromabnehmer aus der Oberleitung. Ein Fahrzeug dieses Typs ist auch in einem Seitentunnel der Green Line-Station an der Boylston Street zu sehen.

## Weitere Entwicklungen
Die MBTA führte 2009 mit Mitteln aus dem American Recovery and Reinvestment Act of 2009 auf der Strecke einen Pilotversuch durch, um eine mit der Kollisionsvermeidung im Auto vergleichbare Technik zu testen, die gefährliche Ereignisse vermeiden soll. Dabei wird Radar eingesetzt, um die Zugführer durch immer schneller werdende Pieptöne vor Hindernissen zu warnen. Analog zu Positive Train Control kann das System den Zug selbständig zum Stillstand bringen, wenn der Fahrer keine Maßnahmen zur Vermeidung eines Zusammenstoßes unternimmt. Im Erfolgsfall sollte das System auf der Green Line zum Einsatz kommen, wo es zuletzt einige Kollisionen gegeben hatte.

## Ausblick
Aus Kostengründen droht die Einstellung der Linie. MBTA und die T-Finanz-Kontrolle bemängeln die hohen Betriebskosten bei nur ca. 5000 beförderten Fahrgästen pro Tag. Die Unterhaltung der 1945/45 bei Pullman-Standard gebauten Triebwagen wird zunehmend schwieriger, Ersatzteile müssen teilweise von Hand hergestellt werden. Als Ersatz für die aktuell eingesetzten Fahrzeugen sollen verwendet werden, wobei derzeit der Einsatz von Fahrzeugen des Typs 9, die seit 2018 auf der Green Line eingesetzt werden und durch die geplante Auslieferung des Typs 10 ab 2027 dort überflüssig werden, geplant ist.

## Liste der Haltestellen
Die Straßenbahn hält an insgesamt acht Stationen. Am Endbahnhof Ashmont besteht eine Umsteigemöglichkeit zur U-Bahn Red Line.
| Name                                                        | Standort            | Eröffnungsdatum | Passagiere1 | Anz. Bahnsteige | Anschluss-verbindung(en) | Koordinaten                 | Bemerkungen          |
| ----------------------------------------------------------- | ------------------- | --------------- | ----------- | --------------- | ------------------------ | --------------------------- | -------------------- |
| Ashmont                                                     | Boston              | 2011 (Neubau)   | 3.494 2     | 3               | Red Line, MBTA Bus       | 42° 17′ 3″ N, 71° 3′ 48″ W  | Nördliche Endstation |
| Cedar Grove                                                 | Dorchester / Boston | 2007 (Neubau)   | 174         | 2               | keine                    | 42° 16′ 47″ N, 71° 3′ 37″ W |                      |
| Butler                                                      | Dorchester / Boston | 2007 (Neubau)   | 183         | 2               | keine                    | 42° 16′ 20″ N, 71° 3′ 45″ W |                      |
| Milton                                                      | Boston / Milton     | 2007 (Neubau)   | 768         | 2               | MBTA Bus                 | 42° 16′ 12″ N, 71° 4′ 3″ W  |                      |
| Central Avenue                                              | Boston / Milton     | 2007 (Neubau)   | 767         | 2               | MBTA Bus                 | 42° 16′ 12″ N, 71° 4′ 24″ W |                      |
| Valley Road                                                 | Milton              | 2007 (Neubau)   | 180         | 2               | MBTA Bus                 | 42° 16′ 4″ N, 71° 4′ 59″ W  |                      |
| Capen Street                                                | Milton              | 2007 (Neubau)   | 166         | 2               | MBTA Bus                 | 42° 16′ 3″ N, 71° 5′ 15″ W  |                      |
| Mattapan                                                    | Mattapan (Boston)   | 2007 (Neubau)   | 3.489       | 2               | MBTA Bus                 | 42° 16′ 3″ N, 71° 5′ 35″ W  | Südliche Endstation  |
| 1 Tagesdurchschnitt wochentags, Stand: 200902 ohne Red Line |                     |                 |             |                 |                          |                             |                      |

## Galerie

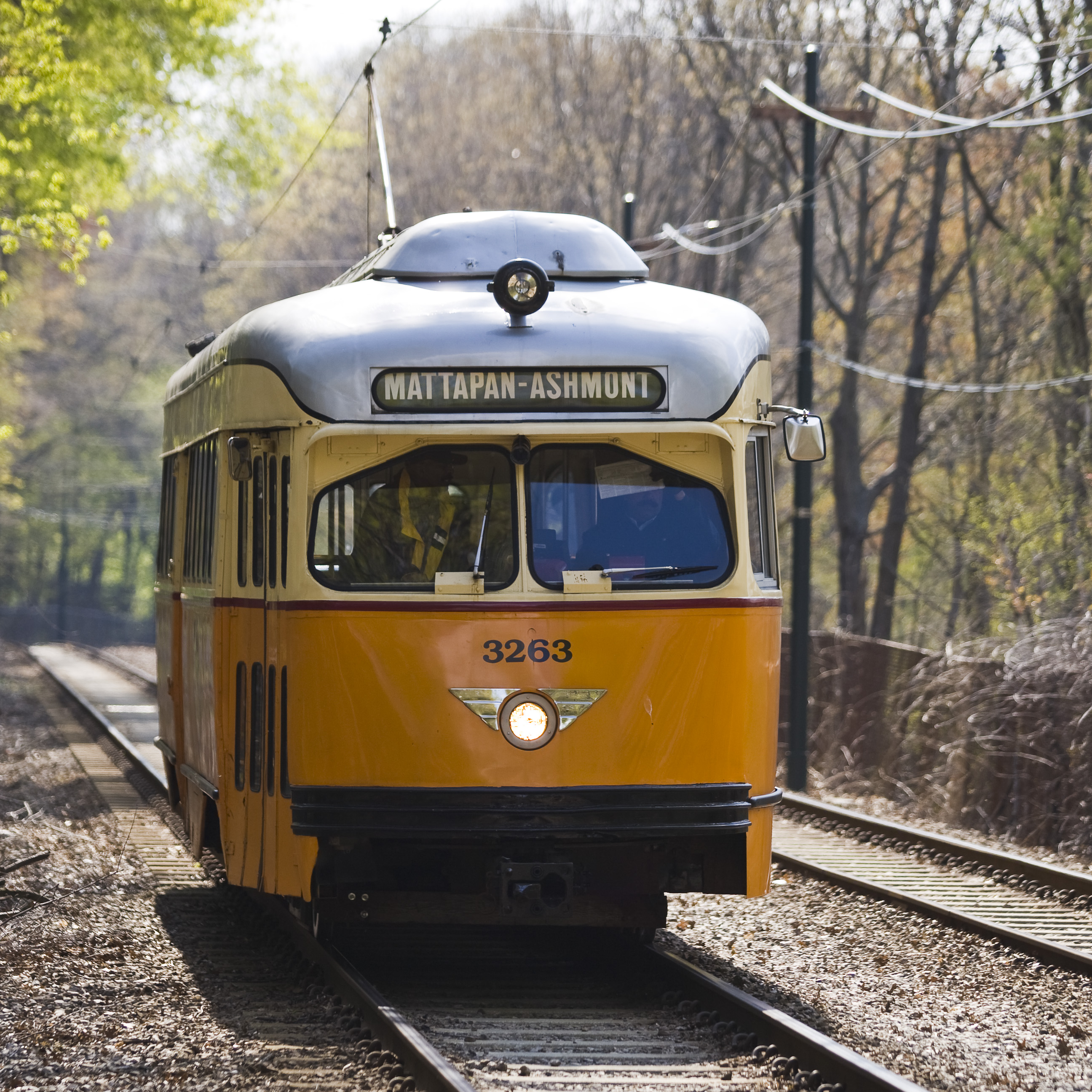
Der größte Teil der Strecke ist kreuzungsfrei
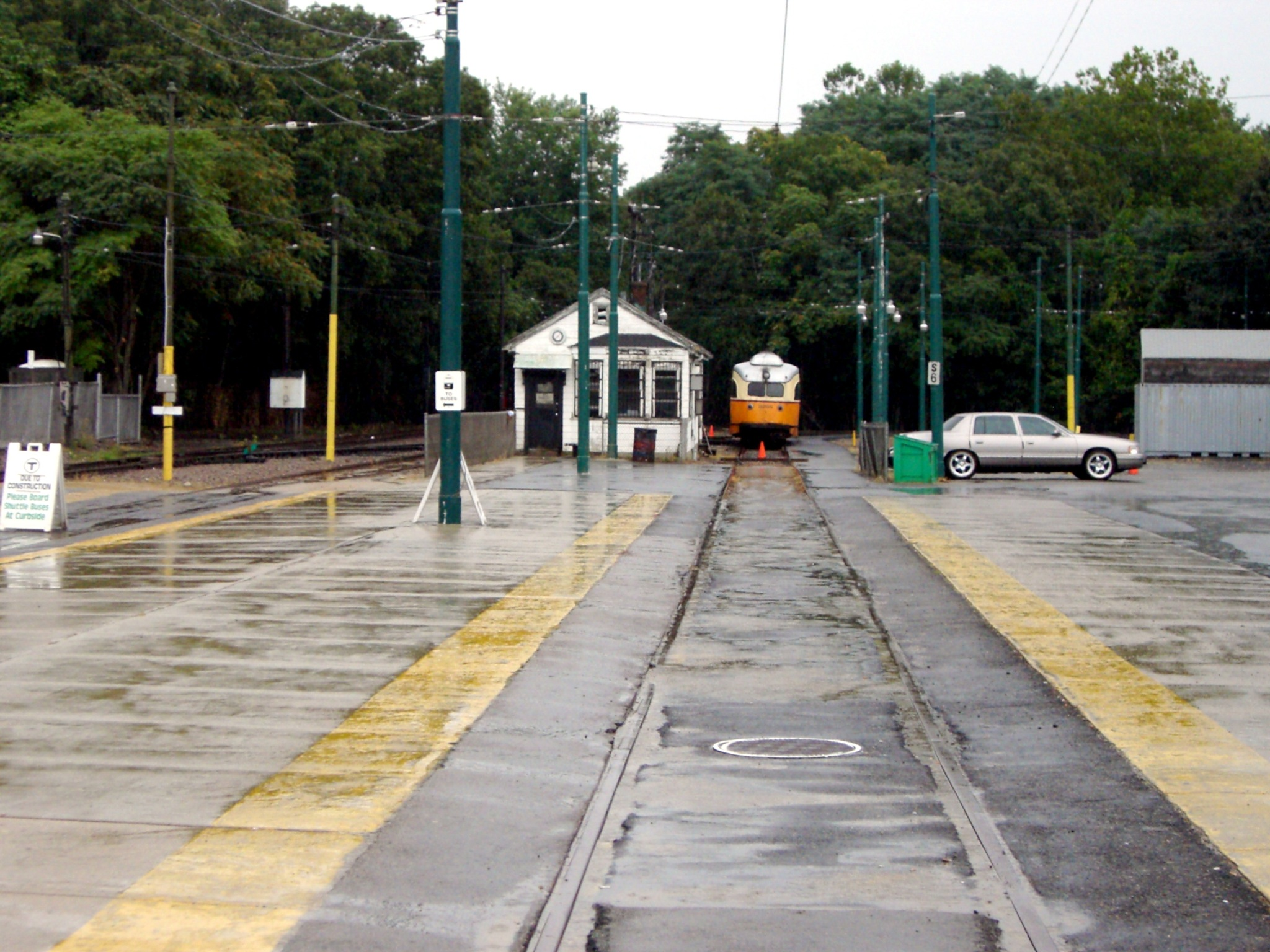
Die Haltestelle Mattapan vor ihrer Renovierung
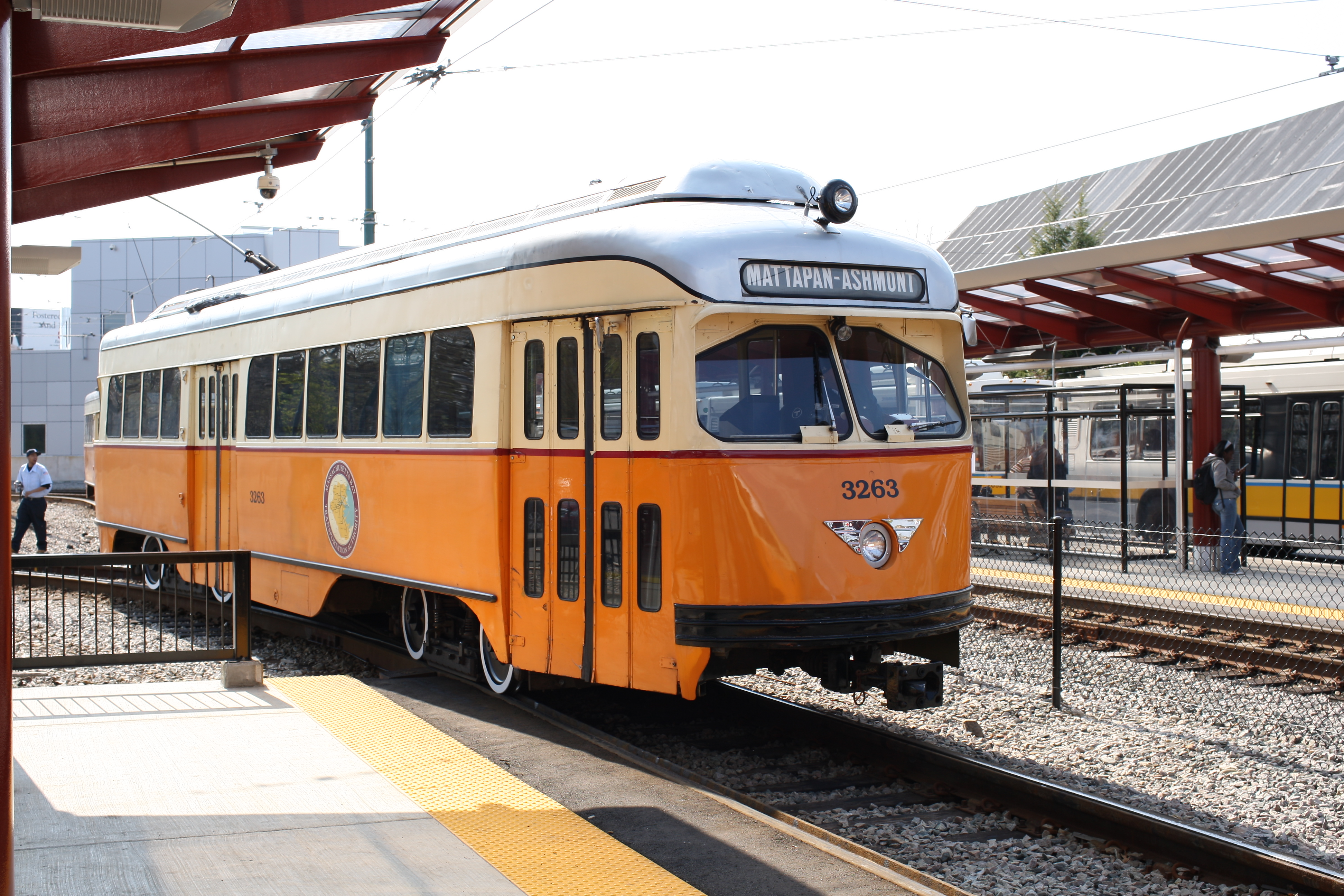
Endhaltestelle Mattapan nach der Renovierung
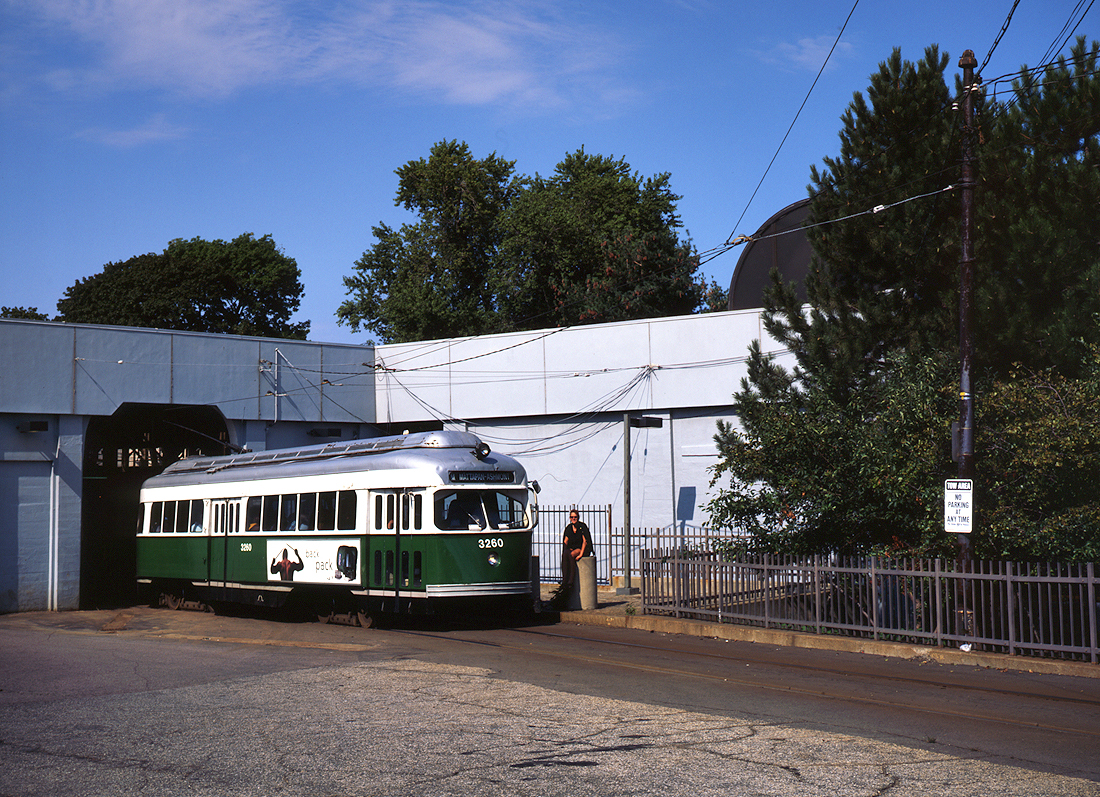
Ein PCC-Wagen in Ashmont, noch in den Farben der Green Line gestrichen, 1999
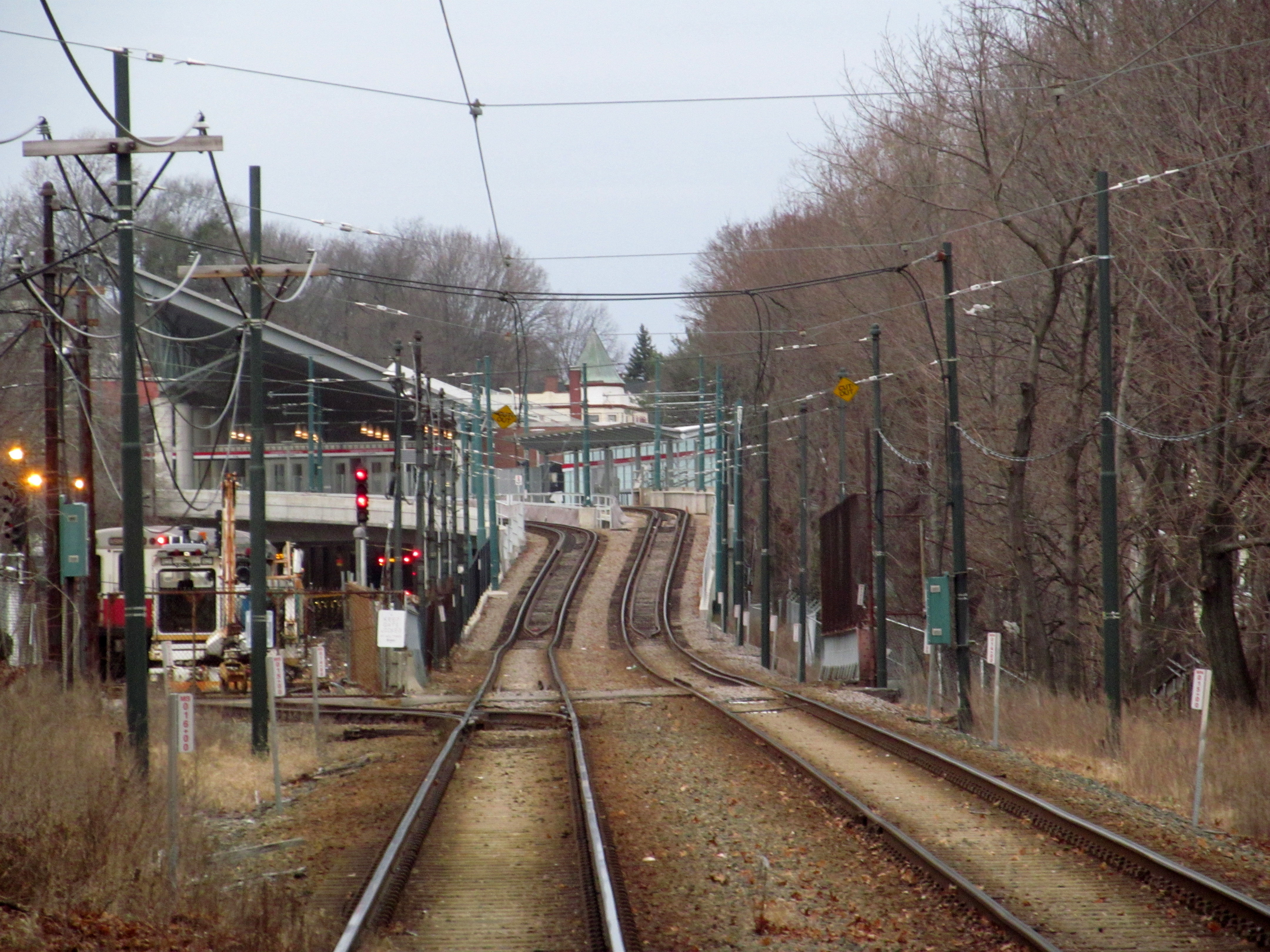
Blick zur aufgeständerten Endschleife Ashmont, nach links geht das Betriebsgleis zur U-Bahn ab
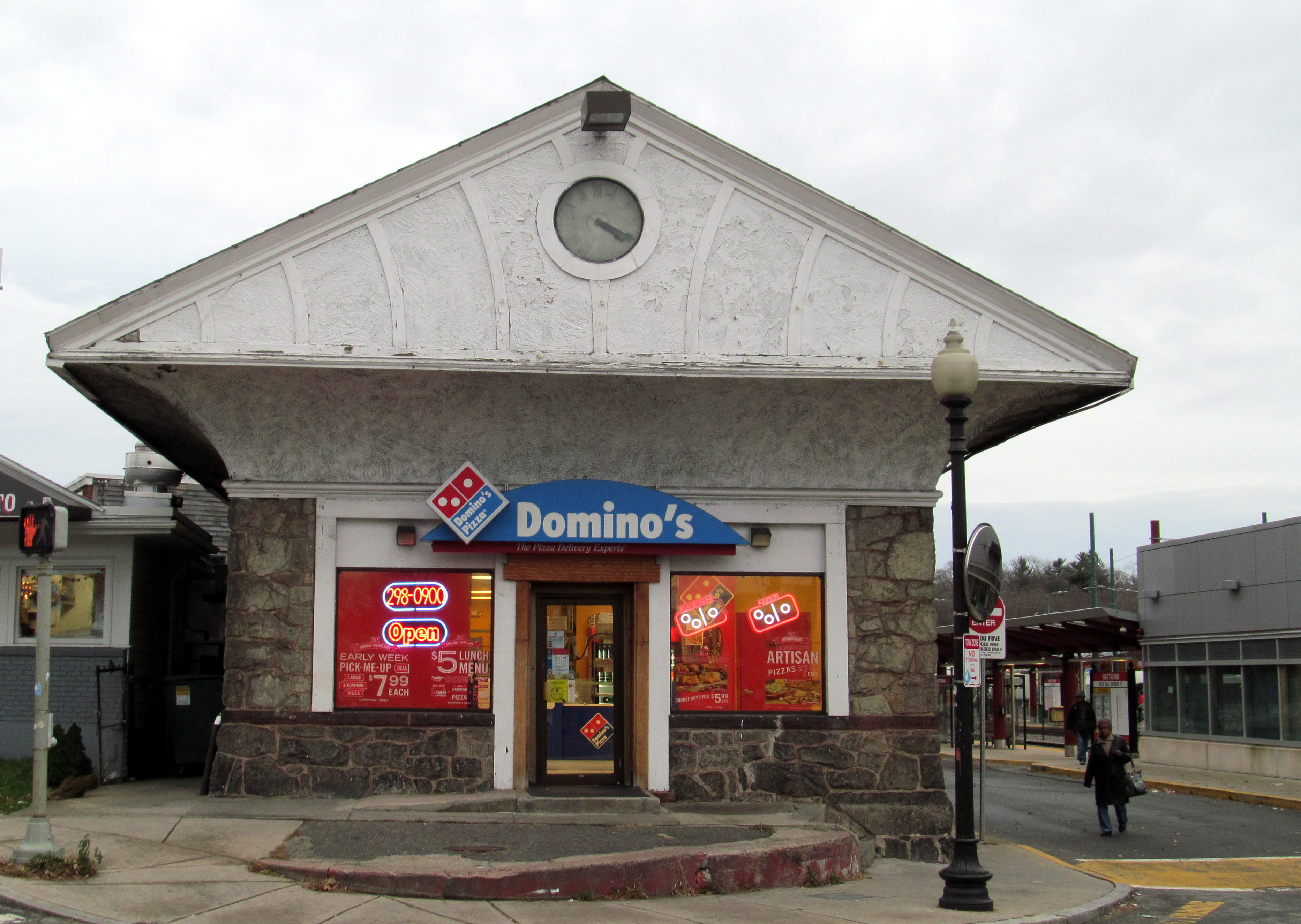
Ehemaliges Depot in Mattapan
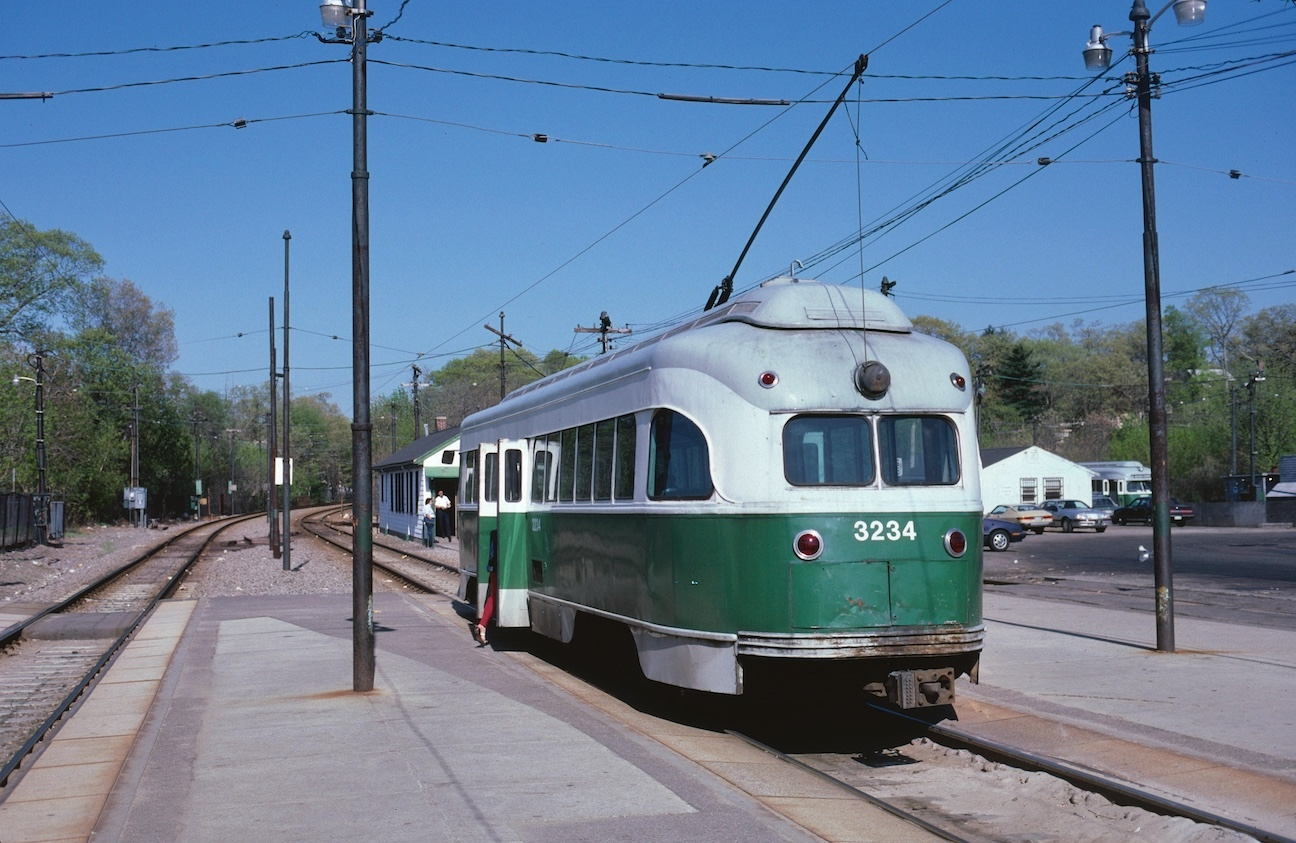
Die linke Tür eines PCC-Wagens im Einsatz am Bahnhof Mattapan, 1987